# Anaphantis aurantiaca
Anaphantis aurantiaca is een vlinder uit de familie van de stippelmotten (Yponomeutidae). De wetenschappelijke naam van de soort werd, als Thallarcha aurantiacea, in 1889 gepubliceerd door Thomas Pennington Lucas.